# Unidos do Viradouro (Esteio)
 Sociedade Beneficente Esportiva e Carnavalesca Unidos do Viradouro é uma escola de samba do carnaval de Esteio, Rio Grande do Sul.

## Segmentos

### Presidente
| Nome                      | Mandato    | Ref.  |
| ------------------------- | ---------- | ----- |
| Cristiane da Silva Garcia | 2010-Atual | [ 1 ] |

### Casal de Mestre-sala e Porta-bandeira
| Ano  | Nome                            | Ref. |
| ---- | ------------------------------- | ---- |
| 2020 | Evandro Ferraz e Simone Ribeiro |      |

### Intérpretes
| Ano  | Nome      | Ref. |
| ---- | --------- | ---- |
| 2020 | Lú Astral |      |

## Enredos
| 2004                                | Vice-campeã          | Único - Esteio | Ogum, São Jorge Guerreiro                                                         |                      |
| 2005                                | 4º lugar             | Único - Esteio | Homenagem aos 50 anos de Esteio                                                   |                      |
| 2006                                | Campeã               | Único - Esteio | Da escravidão à liberdade, liberdade?                                             | [ 4 ]                |
| 2007                                | Campeã               | Único - Esteio | Energia, luz, ouro negro! O homem, a sabedoria...dádiva suprema.                  | [ 4 ] [ 5 ]          |
| 2008                                | Vice-campeã          | Único - Esteio | Preservação da Natureza                                                           | [ 6 ]                |
| 2009                                | Campeã               | Único - Esteio | A Expointer é daqui, é o Rio Grande de braços abertos para o mundo.               | [ 7 ]                |
| 2010                                | Campeã               | Único - Esteio | A viagem encantada em um mundo de sonho: a Viradouro faz da fantasia a realidade. | [ 8 ] [ 9 ]          |
| 2011                                | *                    | Único - Esteio | Não desfilou.                                                                     |                      |
| 2012                                | Não ocorreu disputa. | Único - Esteio | Viradouro pela preservação da natureza                                            | [ 10 ] [ 11 ]        |
| 2014                                | Vice-campeã          | Único - Esteio | Fábio Koff, Imortal Tricolor a sua História Eu Conto Assim                        | [ 12 ] [ 13 ]        |
| Sem desfile oficial de 2015 a 2017. |                      |                |                                                                                   |                      |
| 2018                                | Vice-campeã          | Único - Esteio | Da Criação à Preservação, o Cajado e os Quatro Elementos                          | [ 15 ] [ 16 ]        |
| 2019                                | Vice-campeã          | Único - Esteio | Ogum, Senhor do Ferro e das Batalhas                                              | [ 17 ]               |
| 2020                                | 3º lugar             | Único - Esteio | O Sonho de Todos Nós Num Paralelo à Realidade                                     | [ 18 ] [ 19 ] [ 20 ] |
| Desfile cancelado em 2021 e 2022.   |                      |                |                                                                                   |                      |
| 2023                                | *                    | Único - Esteio | Optou por não desfilar este ano.                                                  |                      |
| 2024                                | 5º lugar             | Único - Esteio | As águas, a riqueza de um povo                                                    | [ 21 ] [ 22 ]        |
| 2025                                | 5º lugar             | Único - Esteio | A Viradouro hoje exalta Maria Bonita, a Rainha do Cangaço, a força de uma mulher! | [ 23 ] [ 24 ]        |

## Títulos
- Campeã em Esteio: 2006, 2007, 2009, 2010